# Camillo Sitte
Camillo Sitte (17 avril 1843 à Vienne, Autriche - 16 novembre 1903) est un architecte et théoricien de l'architecture autrichien. Il est surtout célèbre pour son essai l'Art de bâtir les villes (1889), une référence dans le domaine de l'urbanisme.

## Biographie
Il se démarque par une nouvelle manière de penser la ville, qui va à l'encontre des démarches progressistes de ses contemporains. En effet il propose un aménagement de la ville par une méthode issue de l'observation des espaces publics existants, donc par une intégration de l'histoire dans les réflexions sur l'urbanisme. 
Il décrit ainsi de nombreuses villes, notamment en Italie, par une transcription en plan simple, avec l'emprise au sol des îlots, des monuments et de l'espace public. Ainsi la ville doit se construire autour des places (à ne pas confondre avec les carrefours) classifiées en trois types fondamentaux (place de cathédrale, place de marché et place civile), dont les fonctions peuvent éventuellement se superposer. Les voies de circulation doivent être hiérarchisées et abandonner les principes géométriques pour opposer la courbe et la ligne droite, détruisant ainsi les perspectives pour une structure plus romantique de l'espace.
Camillo Sitte introduit une nouvelle façon de concevoir la ville, différente de l'approche Cerda. La ville doit s'affirmer par des points de vue et devrait se développer en mettant l'emphase sur l'esthétique de l'observation.